# Panfeng
Panfeng (kinesiska: 盘峰) är en socken i Kina. Den ligger i provinsen Zhejiang, i den östra delen av landet, omkring 150 kilometer söder om provinshuvudstaden Hangzhou. Antalet invånare är 1 769. Befolkningen består av 873 kvinnor och 896 män. Barn under 15 år utgör 10,0 %, vuxna 15-64 år 65 %, och äldre över 65 år 23,0 %.
Runt Panfeng är det ganska tätbefolkat, med 166 invånare per kvadratkilometer. Närmaste större samhälle är Anwen, 16,7 km nordväst om Panfeng. I omgivningarna runt Panfeng växer i huvudsak blandskog.
Genomsnittlig årsnederbörd är 2 402 millimeter. Den regnigaste månaden är juni, med i genomsnitt 411 mm nederbörd, och den torraste är januari, med 67 mm nederbörd.